# 천창호
천창호(千昌浩, 1954년 6월 27일 ~ )는 롯데의 원년멤버이자 좌완투수이다. 데뷔전이었던  1982년 3월 31일 구덕 OB전에서 완봉승을 거두어 프로야구 두 번째 완봉승 투수로  기록됐다.
경남고등학교 출신으로 팀을 이끌었다. 유명한 1984년 삼성의 게임에 진동한과 맞대결을 벌였고 이후 빙그레 창단멤버로 양도되어 활약한 투수였음에도 빙그레에서의 3년 동안 1선발승(87년)으로 기대에 못 미쳤으며 빙그레는 믿었던 본인(천창호)의 부진 뿐 아니라 1986년 영입한 재일동포 좌완 박오가 그 해(1986년) 한 차례도 뛰지 못하여 1년 만에 일본으로 돌아가 쓸만한 좌완투수 고갈에 시달렸다.
게다가, 1988년 1차 지명자인 송진우가 올림픽 때문에 프로 입단이 유보되어  말 그대로 "설상가상" 신세가 되자 1988년 부임한 소위  '일본통'이었던 김영덕 감독이 재일동포 선수들의 대부인 장훈의 주선을 통해 김홍명을 입단시켰다.
결국 1988년 시즌 후 김한근과 함께 태평양 돌핀스로 현금 트레이드됐으나  이렇다할 성적을 보이지 못한 채 1989년을 끝으로 은퇴했다.

## 출신학교
- 부산동성중학교
- 경남고등학교
- 경희대학교